# Anomis luridula
Anomis luridula is een vlinder uit de familie van de spinneruilen (Erebidae). De wetenschappelijke naam van de soort werd voor het eerst geldig gepubliceerd in 1852 door Achille Guenée.